# صموئيل بي. مور
صموئيل بي. مور (بالإنجليزية: Samuel B. Moore)‏ هو قاضي وسياسي أمريكي، ولد في 1779 في مقاطعة فرانكلين في الولايات المتحدة، وتوفي في 7 نوفمبر 1846 في مقاطعة بيكنز في الولايات المتحدة. نشط حزبياً في الحزب الديمقراطي. وقد انتخب عضو مجلس نواب ألاباما وانتخب حاكم ألاباما ‏ (3 مارس 1831 – 26 نوفمبر 1831).